# Ахтырский
Ахты́рский (до 1867  — Антхы́рская, часто используется название Ахты́рская или Ахты́рка) — посёлок городского типа в Абинском районе Краснодарского края России, расположенный на реке Ахтырь. Образует муниципальное образование Ахтырское городское поселение как единственный населённый пункт в его составе.
Население посёлка — 21 270 жителей (2023 год), второе место по району после города Абинск. По состоянию на 2002 год большинство населения составляют русские (90,5 %), проживают также украинцы, армяне и другие национальности.

## Этимология
Первоначальное название станицы Антхирская произошло по имени реки. Это следует из «Проекта новых станиц, предположенных к возведению в 1863 году со стороны восточного берега Чёрного моря», составленного в штабе войск Кубанской области начальником штаба генерал-майором Забудским. В августе 1867 года генерал-адъютантом Карцевым было подано представление военному министру с просьбой, что бы он доложил императору Александру II предложения об изменении наименований станиц. 29 сентября 1867 года в рапорте №155 военный министр уведомил Главнокомандующего армией, что император разрешил присвоить новые наименования станицам. Так Антхырская была переименована в Ахтырскую. Что касается топонима «Ахтырский», то это слово тюркского происхождения, от названия города и крепости Ахтырка на речке Ахтырка на территории Слободской Украины. Таким образом, настоящее название станицы имеет «полковое» происхождение, это подтверждают целый ряд исследователей: П.О. Кирилов, Л.Г. Гулиева и С.В. Самовтор.

## География
Ахтырский находится в южной части Восточно-Европейской равнины на Кубано-Приазовской низменности. Ахтырский расположен на границе степной и предгорной зоны северных отрогов кавказских гор, на берегах речки Ахтырь (Антхырь) (бассейн Кубани), в 9 км восточнее Абинска. Посёлок расположен на не залесненной зоне, лес начинается на 3 километра южнее посёлка в горах. По территории посёлка с юга на север протекает река Ахтырь, которая начинается в горах и заканчивается на расстоянии 1,5 километров севернее посёлка при впадении в Нагорный канал. В сухое время года река представляет собой небольшой ручей с высотой кромки бровки берега от межени до 5—6 метров. В период продолжительных ливневых дождей река Ахтырь превращается в грозную реку с выходом из берегов и подтоплением индивидуальных жилых домов, расположенных в северо-восточной части посёлка в пойме реки. Скорость реки достигает 5 м/сек.
Административная граница посёлка Ахтырского проходит: на севере — с Варнавинским сельским поселением, на востоке — с Холмским сельским поселением, на юге — со Светлогорским сельским поселением и Абинским городским поселением. Территория (1592,15 га, 190 км²) относится к сейсмической зоне (8 баллов). Климат средний: с температурой летом до +40°С, зимой до −20°С, с годовым количеством осадков 575 мм.

## История
Строительство станицы началось ранней весной 1863 года Крымским и Ставропольским пехотными полками во главе с полковниками Михайловым, Манати и Скалозубовым и к концу декабря 1863 года было построено 208 домов. Первая партия переселенцев, состоящих из 150 семейств Таманского округа (станиц Полтавской, Новомышастовской, Новотиторовской, Нововеличковской, Марьинской), Полтавской и Харьковской губерний в количестве 1234 человек, назначенная войсковым правлением на водворение в станицу Антхырскую, 29 апреля 1863 года прибыла в Хабльский укрепленный лагерь, 30 апреля была отправлена на водворение. 1 (13) мая 1863 была водворена в станицу Антхырскую.
Вторая партия государственных крестьян из Черниговской, Харьковской, Воронежской и Полтавской губерний Российской империи, состоящая из 100 семейств, прибыла в станицу Антхырскую 31 мая. Станица Антхырская вошла в состав вновь поселяемого Абинского казачьего конного полка.

В 1867 году во время проезда по новым Закубанским полкам Главнокомандующего Кавказской Армией было обращено внимание на название некоторых станиц по какому-либо прежнему местному горскому значению их. Главнокомандующим Кавказской Армией было выражено желание присвоить им другие наименования, более соответствующие русскому населению. 15 июня 1867 года Наказной Атаман Кубанской области предложил изменить наименование станицы Антхырская, присвоив ей наименование станица Ахтырская, что и было сделано в честь города Ахтырка, откуда была родом часть жителей.

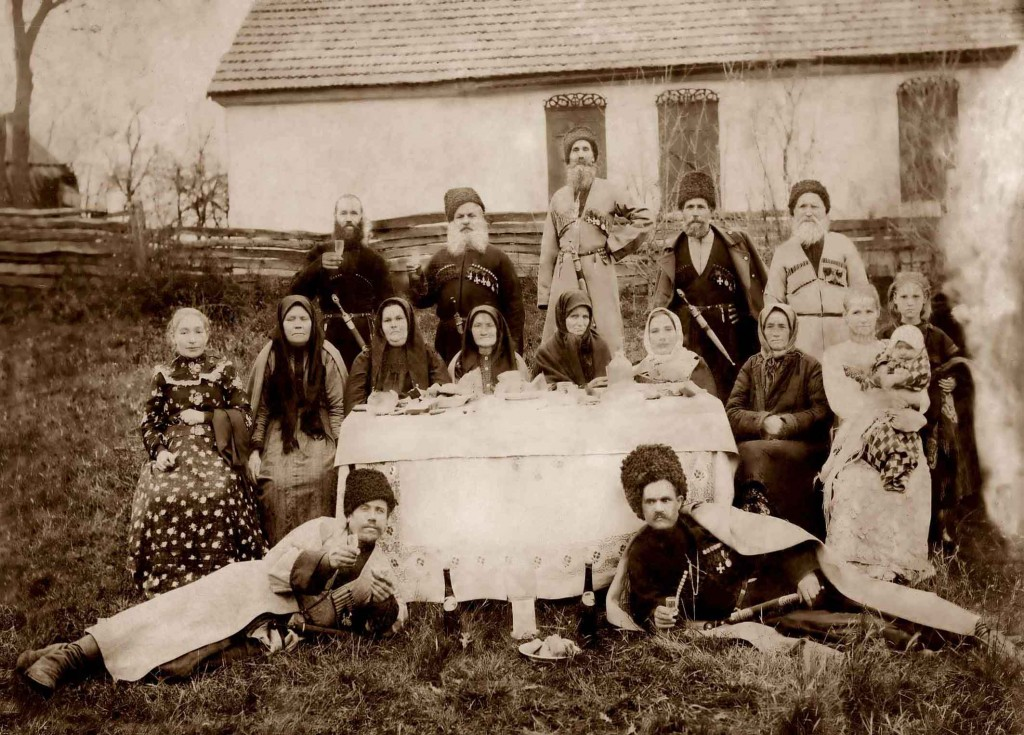
Казачья семья станицы Ахтырской. Начало XX в.

В марте 1918 года на станичном сходе избран первый Совет народных депутатов во главе с председателем Ф.А. Степченко и комиссаром И.Г. Панченко. Членами Совета избраны А.И. Гвоздецкий, И.И. Гречко, С.Ф. Гузеватый, В.И. Перерва, Г.Д. Пошивач и П.П. Щербаха.
В 1925 году в станице Ахтырской насчитывалось 1626 дворов, где проживало 5125 мужчин и 5333 женщины. Действовали три школы 1-й ступени, библиотека и изба-читальня. В сентябре 1925 года открыта школа крестьянской молодежи, ставшая учебным центром. В нее направляли ребят из всех станиц и хуторов района. Позже такая школа открылась и в станице Абинской.
В 1928 году под руководством комсомольской организации (секретарь Иван Абрамович Журба) организовано коллективное хозяйство – коммуна «Комсомолец». В 1930 году появился колхоз «Большевик». Для обработки земли колхозов создана Линейная МТС, руководил которой Макар Константинович Красковский. К 1936 году в Ахтырском сельском совете образованы колхозы «Большевик», «Коминтерн», «3-я годовщина», «Красных партизан», «Комсомолец» и «Ударник».
В 1938—1940 годах в районе станицы Ахтырской были разведаны месторождения нефти и природного газа.
Во время Великой Отечественной войны станица Ахтырская 17 августа 1942 года после боев была оккупирована немецко-фашистскими захватчиками и освобождена РККА 22 февраля 1943 года. После освобождения станицы от немецко-фашистских захватчиков 22 марта 1943 года состоялось первое заседание станичного совета. Вместо ушедшей в райсовет Е.Я. Дрюмовой председателем избран Василий Иванович Журавленко, бывший партизан отряда «Буря», а его заместителем – Р.Я. Малигонова, секретарем – П.Н. Шевченко.
«Большие средства израсходованы на озеленение городка нефтяников. Вдоль улиц и во дворах посажено более 3000 декоративных и фруктовых деревьев, 36 000 кустарников и 6500 квадратных метров газонов. Особенно хорошо озеленена центральная улица Разведчиков недр. В четыре ряда здесь посажены многолетние липы. Пройдет два-три года, и новый городок будет утопать в зелени. Город заложен, он уже есть и живет своей кипучей жизнью».Газета «Восход», 1949 г.
3 ноября 1948 года было начато строительства рабочего посёлка нефтяников Ахтырский. До конца сентября 1958 года существовало два населенных пункта: станица Ахтырская и рабочий посёлок Ахтырский. В связи со сплошной застройкой Ахтырского рабочего посёлка и станицы Ахтырской, в целях удобства жителей, Краснодарский краевой исполнительный комитет депутатов трудящихся решением от 22 сентября 1958 года № 584 посёлок Ахтырский и станицу Ахтырскую объединил в один рабочий посёлок Ахтырский с сохранением наименования Ахтырский рабочий посёлок и подчинением Ахтырскому поселковому Совету депутатов трудящихся хутора Дубравинский. Однако жители поселения до сих пор условно разделяют посёлок на "городок" (по левой стороне реки Ахтырь) и "станицу" (по правой стороне реки).

## Население
| \| 1939[5] \| 1959[6] \| 1970[7] \| 1979[8] \| 1989[9] \| 2002[10] \| 2009[11] \| \| -------- \| -------- \| -------- \| -------- \| -------- \| -------- \| -------- \| \| 5225 \| ↗15 691 \| ↗18 170 \| ↗18 341 \| ↗18 568 \| ↗19 219 \| ↗19 607 \| \| 2010[12] \| 2012[13] \| 2013[14] \| 2014[15] \| 2015[16] \| 2016[17] \| 2017[18] \| \| ↗20 100 \| ↗20 308 \| ↗20 421 \| ↗20 650 \| ↗20 863 \| ↗20 935 \| ↗20 983 \| \| 2018[19] \| 2019[20] \| 2020[21] \| 2021[22] \| 2023[1] \| \| \| \| ↗21 067 \| ↗21 169 \| ↗21 365 \| ↗21 515 \| ↘21 270 \| \| \| 5000 10 000 15 000 20 000 25 000 30 000 1979 2012 2017 2023 |         |         |         |         |         |         |
| 1939 | 1959    | 1970    | 1979    | 1989    | 2002    | 2009    |
| 5225 | ↗15 691 | ↗18 170 | ↗18 341 | ↗18 568 | ↗19 219 | ↗19 607 |
| 2010 | 2012    | 2013    | 2014    | 2015    | 2016    | 2017    |
| ↗20 100 | ↗20 308 | ↗20 421 | ↗20 650 | ↗20 863 | ↗20 935 | ↗20 983 |
| 2018 | 2019    | 2020    | 2021    | 2023    |         |         |
| ↗21 067 | ↗21 169 | ↗21 365 | ↗21 515 | ↘21 270 |         |         |

## Экономика
На территории Ахтырского городского поселения расположен основанный в 1949 году Ахтырский хлебозавод. В архиве завода 10 золотых и 4 серебряных медалей Российской агропромышленной ярмарки «Золотая осень», Диплом и Гран-при Государственной хлебной инспекции при Правительстве Российской Федерации, Диплом победителя краевого конкурса «Высококачественные товары Кубани» в рамках программы «100 лучших товаров России». Хлебозавод награжден почетным знаком «Отличник качества».
Также в посёлке городского типа Ахтырский расположен завод «Кубснаб». Его история началась в 1951 году. До 2011 года компания занималась только производством фруктовых полуфабрикатов с долей рынка в России 10% по производству яблочного асептического пюре. В 2012 году принято решение о создании и производстве собственной марки соков и нектаров. Было приобретено оборудование «Tetra Pak», что стало стартом для выпуска соков. В 2017 году предприятие было модернизировано: запущен в эксплуатацию самый быстрый в мире и первый в России упаковочный автомат TetraPAkA3/SpeedSlimLeaf, что позволило производству выйти на новый уровень и увеличить мощность до 24 000 шт/час. На данный момент предприятие имеет три торговые марки: «Кубана», «Палитра нашего лета» и «Папа Заяц».

## Транспорт
Через городское поселение проходит Федеральная автомобильная дорога A146 «Краснодар — Верхнебаканский». В посёлке расположены железнодорожные станции Лещенко и Ахтырская, которые проходят через линию Новороссийск — Краснодар.

## Образование
На территории Ахтырского городского поселения расположены следующие образовательные организации:

### Дошкольные образовательные организации
- МБДОУ ДЕТСКИЙ САД №9 «Родничок»
- МБДОУ ДЕТСКИЙ САД №10 «Теремок»
- МБДОУ ДЕТСКИЙ САД №11 «Солнышко»
- МБДОУ ДЕТСКИЙ САД №12 «Светлячок»
- МБДОУ ДЕТСКИЙ САД №35
- МБДОУ ДЕТСКИЙ САД №36 «Ягодка»
- МБДОУ ЦРР - ДЕТСКИЙ САД №37
- МБДОУ ДЕТСКИЙ САД №44 «Пчёлка»

### Общеобразовательные организации
- МБОУ СОШ №5
- МБОУ СОШ №10
- МБОУ ООШ №14
- МБОУ СОШ №30
- МБОУ СОШ №42

### Учреждение профессионального среднего образования
- ГБПОУ КК «Ахтырский Техникум Профи-Альянс»

### Учреждения дополнительного образования
- МБУ ДО «Станция юных техников»
- МБУ ДО им. Магдалица В.В.

## Средства массовой информации
В посёлке Ахтырском работает Газета «Восход».

## Социальная сфера
В посёлке зарегистрировано 14 общественных объединений, самыми крупными из которых являются: Общество ветеранов войны и труда (2 140 чел.), Общество инвалидов (870 чел.), Общество Ахтырских казаков (318 чел.), армянская диаспора и диаспора турок-месхетинцев (164 чел.). На территории посёлка действовала одна политическая партия — территориальная первичная партийная организация Коммунистической партии Российской Федерации (22 чел.)
На территории посёлка расположены:
1. учреждения здравоохранения: Ахтырская райбольница № 3 на 185 коек, центр реабилитации семьи и детей «Росинка», 6 аптек;
2. учреждения образования: школ — 5, филиалов школ — 2, вечерняя школа, детских садов — 8, детский дом, семейный детский дом, профлицей № 51, КЮТ;
3. учреждения культуры: Городской и Сельский Дома культуры, музыкальная школа;
4. учреждения потребительского рынка — 2, почта — 3, филиалы Сберегательного Банка РФ — 2, баня — 1, автозаправочные станции — 3;
5. объектов общественного питания — 10, магазинов — 45, парикмахерских — 8.

## Русская православная церковь
Рождество-Богородицкая церковь в бывшей станице Ахтырской. В 1863 году построен Богородицкий молитвенный дом. В 1871 году построена новая деревянная на каменном фундаменте церковь. Освящена 3 сентября 1871 года.